# خرس روان
خرس کرمود که گاهی خرس روحی نامیده می‌شود (Ursus americanus kermodei)،  زیرگونه‌ای از خرس سیاه آمریکایی است و در مناطق ساحلی مرکزی و شمالی بریتیش کلمبیا، کانادا زندگی می‌کند.  این پستاندار رسمی استانی بریتیش کلمبیا و نماد تراس، بریتیش کلمبیا است.  در حالی که اکثر خرس های کرمود سیاه هستند، بین 100 تا 500 خرس کاملا سفید وجود دارد.  نوع سفید به عنوان خرس روح شناخته می شود و در سه جزیره در بریتیش کلمبیا (گریبل، پرنسس رویال، و رودریک) رایج است، جایی که 10 تا 20 درصد از جمعیت کرمود را تشکیل می دهند.  خرس‌های روحی جایگاه برجسته‌ای در سنت‌های شفاهی مردمان بومی آن منطقه دارند.  آنها همچنین در یک مستند نشنال جئوگرافیک به نمایش درآمده اند.

## شرح
خرس کرمود به افتخار فرانک کرمود، مدیر سابق موزه رویال بریتیش کلمبیا نامگذاری شد. و همکارش ویلیام هورنادی، جانورشناس توصیف کننده آن بود.  امروزه، نام Kermode به صورت
 /kərˈmoʊdi/ kər-MOH-dee 
تلفظ می شود که با تلفظ نام خانوادگی Kermode که از جزیره من 
(/ˈkɜːrmoʊd/ KUR-mohd) سرچشمه می گیرد، متفاوت است.
خرس‌های کرمود سفید زال نیستند، زیرا هنوز پوست و چشم‌های رنگدانه‌ای دارند.  در عوض، یک جایگزین نوکلئوتیدی منفرد و غیرمترادف در ژن MC1R باعث می‌شود ملانین تولید نشود.  این ژن جهش یافته مغلوب است، بنابراین خرس های Kermode با دو نسخه از این ژن جهش یافته و غیرعملکردی سفید به نظر می رسند، در حالی که خرس هایی با یک نسخه یا بدون کپی سیاه به نظر می رسند.  اگر هر دو خرس سیاه هتروزیگوت باشند و حامل یک نسخه از ژن جهش یافته MC1R باشند، دو خرس سیاه می توانند جفت گیری کنند و یک توله سفید تولید کنند و هر دو ژن جهش یافته به توله به ارث رسیده باشد.  مطالعات ژنتیکی اضافی نشان داد که خرس‌های کرمود سفید با خرس‌های کرمود سفید و خرس‌های کرمود سیاه بیشتر با خرس‌های کرمود سیاه تولید مثل می‌کنند، در پدیده‌ای که به عنوان جفت‌گیری ترکیبی مثبت شناخته می‌شود.  یک فرضیه این است که این اتفاق می افتد زیرا خرس های جوان از رنگ خز مادرشان برای رنگ خز جفتشان الگو می‌گیرند و آن رنگ در ذهنشان نقش می‌بندد.
خرس های کرمود در بیشتر ایام سال همه چیزخوار هستند و عمدتاً از گیاهان و انواع توت ها به جز در هنگام مهاجرت پاییزی ماهی قزل آلا که به شکارچیان اجباری تبدیل می شوند، زندگی می کنند.  در طول روز، خرس های سفید 35 درصد موفق تر از خرس های سیاه در صید ماهی آزاد هستند.  ماهی قزل آلا از مدل‌های بزرگ و مشکی تقریباً دو برابر بیشتر از مدل‌های سفید بزرگ فرار می‌کند و به خرس‌های سفید در شکار ماهی آزاد مزیت می‌دهد.  تشخیص خز سفید خرس در زیر آب توسط ماهی سخت تر از خز سیاه است، بنابراین خرس می تواند راحت تر ماهی بگیرد.  در برخی جزایر، خرس‌های کرمود سفید دارای مواد مغذی دریایی بیشتری در خز خود هستند که نشان می‌دهد خرس‌های کرمود سفید نسبت به خرس‌های کرمود سیاه ماهی سالمون بیشتری می‌خورند.

## زیستگاه
زیرگونه‌های خرس کرمود از جزیره سلطنتی پرنسس تا پرنس روپرت، بریتیش کلمبیا، در سواحل و داخل خشکی به سمت هیزلتون، بریتیش کلمبیا متغیر است.  در زبان‌های تسیمشیانی به‌عنوان moksgmʼol شناخته می‌شود.  معاون فرماندار بریتیش کلمبیا در فوریه 2006، در سخنرانی از تاج و تخت، قصد دولت را برای تعیین کرمود یا خرس روح به عنوان حیوان رسمی بریتیش کلمبیا اعلام کرد.  در آوریل همان سال به این عنوان پذیرفته شد.  خرس نر کرمود می‌تواند به ۲۲۵ کیلوگرم (۴۹۶ پوند) یا بیشتر برسد.  ماده ها بسیار کوچکتر هستند و حداکثر وزن آنها ۱۳۵ کیلوگرم (۲۹۸ پوند) است.  راست، ۱۸۰ سانتی متر (۷۱ اینچ) ارتفاع دارد.
کمتر از 400 خرس سفید رنگ در منطقه ساحلی که از جنوب شرقی آلاسکا به سمت جنوب تا نوک شمالی جزیره ونکوور امتداد دارد، تخمین زده شد.  حدود ۱۲۰ نفر در جزایر بزرگ شاهزاده و پرنس سلطنتی زندگی می کنند.  بیشترین تجمع خرس‌های سفید در جزیره گریبل در ۸۰ مایل مربع (۲۱۰ کیلومتر مربع) در قلمرو مردم گیتگاآتا ساکن است.
زیستگاه خرس به طور بالقوه از سوی خطوط لوله دروازه شمالی انبریج، که مسیر برنامه ریزی شده آن از نزدیک جنگل بارانی خرس بزرگ می گذشت، در معرض تهدید بود.  گروه‌های بومی از جمله گیتگاآت با خط لوله مخالفت کردند.  خط لوله دروازه شمالی انبریج در سال 2016 توسط دولت فدرال رد شد.